# Pierre Michon
Pierre Michon, född 28 mars 1945 i kommunen Châtelus-le-Marcheix, departementet Creuse, är en fransk författare av romaner, noveller och essäer. Han finns representerad med verk på många större europeiska språk; även på bokmål sedan 2010, men inte på svenska (2015).

## Liv
Michon föddes i den lilla byn Les Cards utanför Châtelus-le-Marcheix. Hans mor var lärare. Hans far lämnade familjen då Pierre var två år. Morföräldrarna som han växte upp hos i Les Cards talade patois. På universitetet i Clermont-Ferrand inledde Michon litteraturstudier och påbörjade så småningom ett magisterarbete om Artauds teaterteori. Utan att ta någon akademisk examen fortsatte han dessa studier med avbrott för andra studier vid Institut national des langues et civilisations orientales i Paris.
Michon bor och arbetar i Nantes.

## Verk

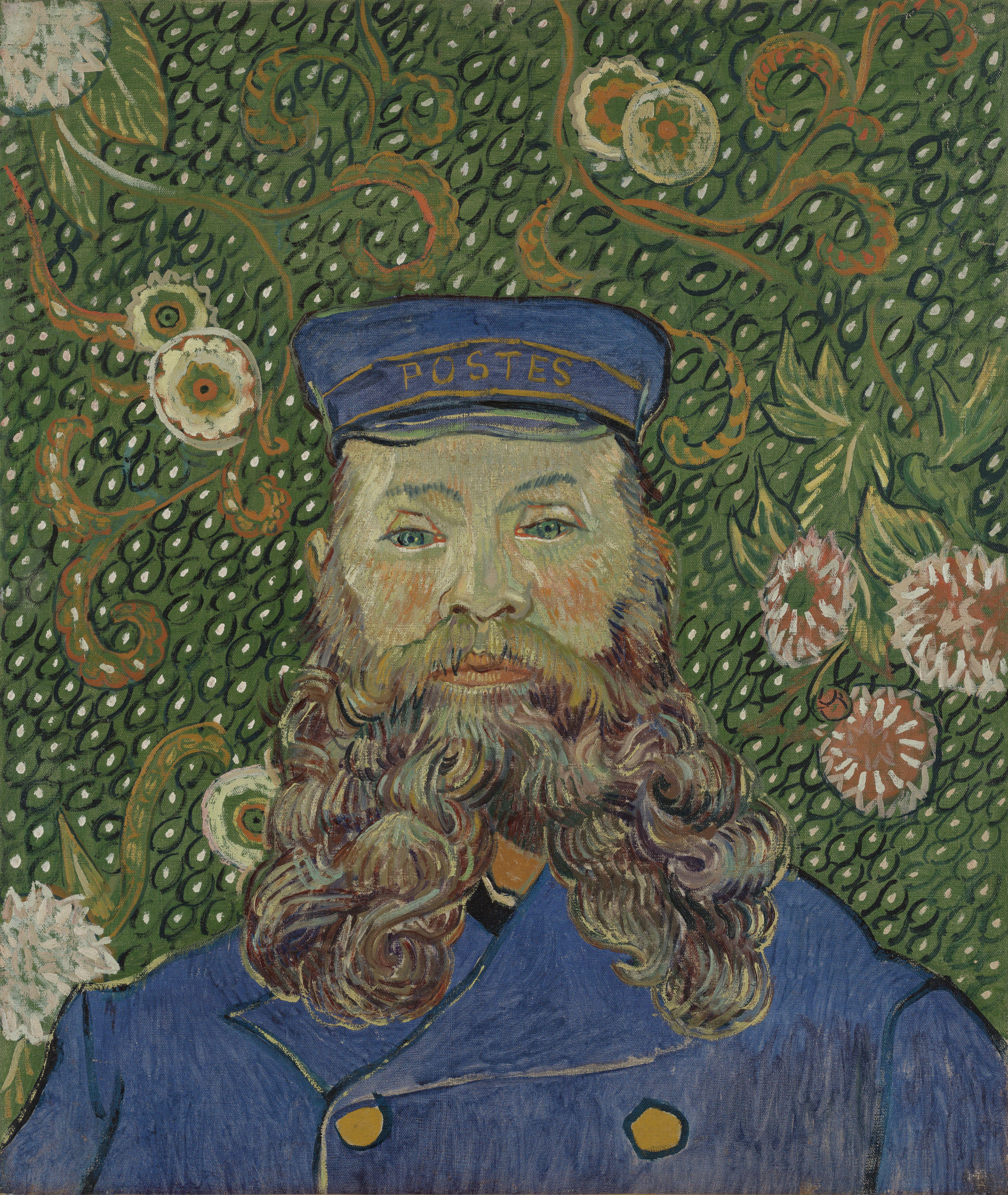
Vincent van Gogh: Porträtt av Joseph Roulin, olja på duk (1889). Hänger idag på Museum of Modern Art.

Den litterära debuten ägde rum 1983 genom en berättelse i tidskriften Oracl. För sin debutroman Vies minuscules ["Små liv"] blev han mycket uppmärksammad och prisbelönad 1984. Romanen utgår från den faktiska verkligheten och med ett intensivt, poetiskt laddat språkbruk porträtterar boken åtta personer från författarens hemtrakter i Creuse. I sin andra bok Vie de Joseph Roulin levandegör han en brevbärare som ett flertal gånger satt modell åt van Gogh i Arles. Michons nästföljande verk L'Empereur d'Occident ["Kejsaren i väst"], illustrerad av Pierre Alechinsky, är som en lång dikt fylld av en överflödande sinnlighet. Den väcker till liv det västra romerska kejsardömets fall, Alarik I och visigoternas erövring av Rom, romerska krigares liv och barbarers. Berättelserna i samlingen Maîtres et serviteurs (1990) tecknar kända historiska målare och deras miljöer. I en av dem bränner till exempel den döende Watteau sina erotiska målningar, i en annan byter den svältande italienske renässansmålaren Lorentino d'Arezzo till sig en gris mot ett mästerverk. Rimbaud le fils är en samtida författares biografi över en annan författare, nämligen Arthur Rimbaud. Dennes egenskap av son blir belyst - son till sina föräldrar, son till litteraturhistoriska förebilder och son till själva poesins väsen. I La Grande Beune - en liten flod i sydvästra Frankrike heter så - utforskar författaren passionens destruktiva krafter liksom det förtärande behovet av kärlek mellan en ung man och en äldre kvinna. Det är en kort men tät och prisad roman som utspelar sig i en dåsig fransk småstad i närheten av Lascauxgrottan. Trois auteurs kallas récit ("berättelse") och handlar om tre kända författare - Balzac, Cingria, Faulkner - som Michon ägnar sin subtila hyllning. För Corps du roi ["Kungens kropp"] belönades Michon 2002 med Prix Décembre. Den kallas roman och består av en serie studier över författare som Beckett, Flaubert, Faulkner återigen, Hugo. Boktiteln kommer från beckettstudien som är en meditation över ett fotografi av författaren. Den leder in på Kantorowicz teori om konungens två kroppar, vilken överförs till å ena sidan författarens ideala, tidlösa gestalt och å andra sidan författaren sådan han var. Samma år kom Abbés som består av tre poetiska och mystiska berättelser vilka utspelar sig i mäktiga medeltida kloster. Le Roi vient quand il veut : propos sur la littérature ["Kungen kommer när han vill: om litteratur"] är en essäsamling med "sammanflätade minnen och tolkningar" i skilda ämnen: den aztekiska gudavärlden och jakten på Gud i Moby Dick, Lautréamonts "lilla roman på trettio sidor" och Flauberts inlyssnande av den ursprungliga scenen i sin historiska roman Salammbô. Faulkner återfinns även i denna bok som en samtalspartner, liksom Beckett och Rimbaud. Även Villon, Giono och Borges är betydelsefulla röster i sammanhanget. 2009 erhöll Michon stora romanpriset för Les onze ["De elva"] av Franska akademin. Romanen bygger på en mängd historiska händelser under franska revolutionen, men kärnan i berättelsen, en målning och dess målare, har hittats på. Den monumentala målningen är målad av François-Elie Corentin och tillhör Louvrens verkliga skatter. Den föreställer elva medlemmar av Comité de salut public ("Välfärdsutskottet"), ett utskott som faktiskt inrättades av nationalkonventet i april 1793. Pierre Michon presenterar ett stycke konsthistoria - bortsett från att vare sig målare eller målning existerar - och blandar försiktigt fiktion och fakta.

## Verkförteckning
- Vies minuscules (Gallimard, 1984) ISBN 978-2-07-070038-7
  - Ørsmå liv, övers. till bokmål av Thomas Lundbo (Solum, 2010) ISBN 978-82-560-1657-0
  - Small Lives, övers. till engelska (Archipelago Books, 2008)
  - Leben der kleinen Toten, övers. till tyska (Suhrkamp, 2004)
- Vie de Joseph Roulin (Verdier, 1988) ISBN 978-2-86432-066-1
  - Das Leben des Joseph Roulin, övers. till tyska (Manholt, 1990) ISBN 3-924903-78-6
- L'Empereur d'Occident, illustrerad av Pierre Alechinsky (Fata Morgana, 1989) ISBN 978-2-85194-073-5
- Maîtres et serviteurs (Verdier, 1990) ISBN 978-2-86432-110-1
  - Masters and servants, övers. till engelska (Mercury House, 1997)
  - Herr und Diener, övers. till tyska (Bremen : Manholt, 1994)
- Rimbaud le fils (Gallimard, 1991) 
  - Rimbaud the son, övers. till engelska (New Haven : Yale University Press, 2013) ISBN 9780300172652
  - Rimbaud der Sohn, övers. till tyska (Suhrkamp, 2008) ISBN 978-3-518-22437-3
- La Grande Beune (Verdier, 1995)
  - The Origin of the World, övers. till engelska (Mercury House, 2002)
  - Die Grande Beune, övers. till tyska (Suhrkamp, 2011)
- Le Roi du bois (Verdier, 1996) ISBN 978-2-86432-229-0
- Mythologies d'hiver (Verdier, 1997) ISBN 978-2-86432-264-1
- Trois auteurs (Verdier, 1997) ISBN 978-2-86432-263-4
- Abbés (Verdier, 2002) ISBN 978-2-86432-363-1
- Corps du roi (Verdier, 2002) ISBN 978-2-86432-366-2
- Vie du père Foucault (roman, Gallimard, 2005)
- Le Roi vient quand il veut : propos sur la littérature (Albin Michel, 2007) ISBN 978-2-226-17968-5
- Les Onze (Verdier, 2009) ISBN 978-2-86432-552-9
  - The Eleven, övers. till engelska (Archipelago Books, 2013)
  - Die Elf, övers. till tyska (Suhrkamp, 2013)
- Vermillon: La maison des vies minuscules, tillsammans med Anne-Lise Broyer (Verdier, 2012)
- Tablée, avant-propos d'Agnès Castiglione, (L'Herne, 2017)
- Les Deux Beune (Verdier, 2023)

## Franska och tyska litteraturpriser
- 1984: Prix France Culture (för Vies minuscules)
- 1996: Prix de la Ville de Paris (för hela sitt författarskap)
- 1997: Prix Louis Guilloux (för La Grande Beune)
- 2002: Prix Décembre (för Corps du roi)
- 2009: Grand Prix du roman de l'Académie française (för Les Onze)
- 2010: Petrarcapriset (för hela sitt författarskap)
- 2019: Franz Kafka-priset

### Fotnoter
1. ↑  Patrick Crowley: Pierre Michon : the afterlife of names, s. 21f
2. ↑  En gammal institution för orientaliska språk och kulturer i Paris.
3. ↑  Un voyage en Egypte. Se: Patrick Crowley: Pierre Michon : the afterlife of names, s. 28
4. ↑  van Gogh förevigade inte bara postiljonen utan hela familjen Roulin i en serie målningar.
5. ↑  Charles-Albert Cingria (1883-1954) var en franskspråkig schweizisk författare och kulturkritiker.
6. ↑  Syftar på den tysk-amerikanske historikern en:Ernst Kantorowicz (1895-1963) arbete The King's Two Bodies (1957).